# Michel Bon
Pour les articles homonymes, voir Bon et Michel Bon.
Michel Bon, né le 5 juillet 1943 à Grenoble, est un dirigeant d'entreprise français.

## Biographie

### Formation
Après des classes préparatoires au Lycée du Parc, Michel Bon entame ses études supérieures à l'ESSEC, avant d'intégrer l'Institut d'études politiques de Paris, l'ENA et la Stanford Business School. Durant ses années universitaires, il fréquente la Conférence Olivaint. À l'ENA, il fait partie de la promotion Thomas-More, avec Jean-Paul Huchon, Alain Richard, Claude Guéant, François d'Aubert, Jean-Louis Bianco et Jean-Claude Trichet.

### Carrière
Après quatre ans à l'Inspection des finances (1971 — 1975), Michel Bon passe dix ans dans la banque, d'abord au Crédit national (1975 — 1978), la principale banque de crédit à long terme aux entreprises, puis au Crédit agricole (1978 — 1985) dont il est d'abord directeur des engagements puis directeur général adjoint de 1981 à 1985. En 1981, il est nommé Young Leader de la French-American Foundation. Au début de 1985, il rejoint Carrefour, la plus grande entreprise de distribution française, dont il sera directeur général puis président jusqu'à fin 1992. Une de ses premières mesures est d'imposer des grilles de compétence (very high performers/good performers/low performers) aux managers pour simplifier les évaluations en vue de simplifier les licenciements.
En septembre 1993, il est nommé par le gouvernement Édouard Balladur à la tête de l'Agence nationale pour l'emploi.
Le 13 septembre 1995, le premier ministre Alain Juppé le nomme président de France Télécom. Michel Bon dirige alors le changement des statuts de l'entreprise pour en faire une société anonyme de droit privé. En 1997, Dominique Strauss-Kahn ministre de l'Économie, des Finances et de l'Industrie du gouvernement Jospin confirme Michel Bon dans ses fonctions. Il pilote l'introduction en bourse de 20 % du capital de l'entreprise. Pendant ses années France Télécom se transforme profondément : changement de statuts du personnel, ouverture à la concurrence, expansion dans la téléphonie mobile et dans internet, acquisition d'Orange le 30 mai 2000. Après l'explosion de ce que l'on a appelé la bulle Internet, Michel Bon démissionne en octobre 2002 comme la quasi-totalité des patrons des opérateurs téléphoniques européens. À l'issue de son mandat, il laisse France Télécom avec une dette de 70 milliards d'euros, des capitaux considérablement réduits et 20 milliards de pertes. Le cours de bourse a dévissé de 90 %, et France Télécom a perdu sa filiale Mobilcom. Il déclare à ce sujet : « L'importance de ces pertes m'a conduit à proposer ma démission au gouvernement, qui l'a acceptée ». Les déficits de France Télécom entraînent les réductions budgétaires à l'origine des plans de licenciement abusifs, dont un procès se tiendra en 2019.
De 2001 à 2004, il est président de l'Institut de l'entreprise. Il est un des présidents d'honneur depuis son retrait. De 2003 à 2006, il est président de l’Institut Pasteur, dont il était vice-président depuis 1997.
Le 25 juillet 2008, il « est reconnu coupable d'infractions aux règles d'information du conseil d'administration et de l'Etat » par la Cour de discipline budgétaire et financière. Sa « gestion trop opaque » de France Télécom lui vaut une condamnation à 10 000 euros d'amende.
Michel Bon est président du conseil de surveillance de Devoteam depuis 2006. Il a été président de Fondact de 2010 à 2020, qui regroupe les entreprises prônant la participation, l’intéressement et l’actionnariat salarial.

#### Fonctions et mandats sociaux
- Président du conseil de surveillance de Devoteam[10]
- Administrateur de Sonae (Portugal)

Anciens mandats
Il a occupé précédemment les fonctions de:
- Président du conseil de surveillance des Éditions du Cerf jusqu'en 2013
- Directeur général puis président de Carrefour de 1985 à 1992
- Président-directeur général de France Télécom de 1995 à 2002
- Senior Advisor de la Banque Dôme-Close Brothers
- Administrateur de Air liquide
- Administrateur d'Asterop[12] jusqu'en 2008
- Administrateur d'Editis jusqu'en 2009
- Administrateur de Banque Transatlantique jusqu'en 2007
- Administrateur d'Orsid SAS jusqu'en 2005
- Administrateur de Lafarge
- Administrateur de Sonepar.

### Vie privée
Michel Bon est marié à la fille de Gabriel Brunet de Sairigné et est le père de quatre enfants.